# Экстайн, Билли
Би́лли Э́кстайн (англ. Billy Eckstine; полное имя — Уи́льям Кла́ренс Э́кстайн, William Clarence Eckstine; 8 июля 1914, Питтсбург, Пенсильвания — 8 марта 1993, Питтсбург, Пенсильвания, США) — американский вокалист-баритон, трубач и руководитель биг-бэнда, являлся одним из первых американских чернокожих певцов-крунеров. Славу ему принесли, в частности, песни «Skylark», «Everything I Have Is Yours», «Prisoner Of Love», «I Apologize», «Cottage For Sale», «No One But You, Gigi», «My Foolish Heart» и другие, за время музыкальной карьеры Экстайна десять его пластинок стали «золотыми».
В биг-бэнде Билли Экстайна в 1940-е годы играли такие известные джазмены, как Фэтс Наварро, Диззи Гиллеспи, Чарли Паркер, Джин Аммонс, Майлз Дейвис, Кенни Дорхэм, Декстер Гордон, Арт Блэйки и Томми Поттер. После роспуска оркестра в 1948 году работал с трио и в дальнейшем сотрудничал с Сарой Вон, Эрлом Хайнсом, а также с Вуди Германом, Лестером Янгом, Уорном Маршем, Мейнардом Фергюсоном, Каунтом Бэйси, Куинси Джонсом, Дюком Эллингтоном и другими.
В 1960 году на Аллее Славы в Голливуде была открыта звезда Билли Экстайна по адресу 6638 Hollywood Boulevard, его запись «I Apologize» (1948) была внесена в Зал славы премии Грэмми в 1999 году.

## Биография

### Детство и юность
Билли Экстайн родился 8 июля 1914 года в Питтсбурге, штат Пенсильвания. Его предками были выходцы из Пруссии и Вирджинии Уильям Ф. Экстайн и Нанни Экстайн (оба мулаты, родились в 1863 году), родителями были шофер Уильям Экстайн и швея Шарлотта Экстайн, у Билли также было две сестры. В 1994 году около дома, где Билли проживал в детстве по адресу 5913 Bryant St., Highland Park, Питтсбург, Пенсильвания был установлен мемориальный памятник.
Позднее семья Экстайнов переехала в Вашингтон, где в возрасте семи лет Билли начал петь и участвовать во многих любительских шоу талантов. После окончания средней школы учился в промышленном училище, а затем в Университете Говарда, который оставил в 1933 году после победы в любительском конкурсе талантов.
Находясь под влиянием зарождающихся в то время стилей соул и ритм-н-блюз, Экстайн любил исполнять хиты «Prisoner of Love», «My Foolish Heart» и «I Apologize». Примечательно то, что первоначально Экстайн планировал связать свою жизнь с футболом, так как серьёзно увлекался спортом, однако после перелома ключицы он переключился на музыку. В 1939 году, переехав в Чикаго, Билли присоединился к биг-бэнду Эрла Хайнса Grand Terrace Orchestra, выступая в качестве вокалиста, а иногда и трубача. Будучи членом музыкального коллектива Эрла Хайнса к 1943 году Экстайн уже обрёл некоторую популярность, в том числе и благодаря таким своим песням, как «Jelly Jelly» (1940) и «Stormy Monday Blues» (1942), тогда же он сменил оригинальное написание своей фамилии «Eckstein» на «Eckstine», чтобы избежать ненужных ассоциаций с еврейскими фамилиями.

### Творческий путь
В 1944 году Билли Экстайн сформировал собственный биг-бэнд, послуживший своеобразной школой для молодых музыкантов, которые могли бы изменить джаз, в их числе были Декстер Гордон, Арт Блэйки, Диззи Гиллеспи, Майлз Дейвис, Чарли Паркер и Фэтс Наварро, Тэдд Демерон и Гил Фуллер были среди организаторов группы, а Сара Вон была вокалисткой. Оркестр Билли Экстайна был первым боповым биг-бэндом, и, несмотря на модернистский уклон группы, коллектив часто попадал в чарты десятки лучших записей середины 1940-х годов, в том числе благодаря композициям «A Cottage for Sale» и «Prisoner of Love». Во время частых европейских и американских туров группы Экстайн также играл на трубе, тромбоне и гитаре. Именно в тот период он и получил свой псевдоним — «Mr. B». Билли помимо этого был известен своей элегантностью и изобрел специальный воротничок рубашек в форме упавшей набок английской буквы «В» с завязанным виндзорским узлом галстуком, который был подвижным и расширялся, что позволяло трубачам и саксофонистам не расстегивать верхнюю пуговицу. Также, по одной из распространённых версий, изысканный внешний вид Экстайна оказал влияние даже на трубача Майлза Дейвиса. Когда Экстайн наткнулся на растрепанного от избытка героина Дейвиса, его едкое замечание «Хорошо выглядишь, Майлз!» послужило для того тревожным звонком, он вернулся на ферму своего отца зимой 1953 года и, наконец, бросил вредную привычку.
Диззи Гиллеспи, размышляя о группе в автобиографии To Be or Not to Bop (1979), писал:
Не было группы, которая звучала бы как Билли Экстайн. Наша атака была сильна, и мы играли би-боп, современный стиль. Этого не делали другие группы во всём мире.
После нескольких лет гастролей, будучи уже закалённым бибопером, Билли Экстайн стал сольным исполнителем-крунером и в 1947 году перешёл к исполнению струнных баллад. Он записал более десятка хитов в конце 1940-х годов, в том числе «My Foolish Heart» и «I Apologize». Экстайн был одним из первых артистов, подписавших контракт с вновь созданной MGM Records, на которой немедленно записал возрождённые хиты «Everything I Have Is Yours» (1947), «Blue Moon» Ричарда Роджерса и Лоренца Харта (1948) и «Caravan» Хуана Тизола (1949). Он стал появляться на обложках авторитетных музыкальных изданий и регулярно возглавлять опросы журналов Down Beat и Metronome в категории «Лучший вокалист», а в 1946 году Экстайн выиграл премию «Новая звезда» журнала Esquire.
В 1950-х годах Экстайну стало труднее поддерживать былой успех, так как в отличие от, например, Нэта Кинга Коула, который следовал за ним в чартах, пение Экстайна, и особенно его преувеличенное вибрато, становилось все более манерным. Такая ситуация побудила Экстайна выйти за рамки привычного джазового жанра и опробовать себя в поп-музыке. Творческие поиски привели к тому, что в 1960-х к Билли Экстайну пришла вторая волна популярности. Наслаждаясь успехом в поп-музыке, Билли Экстайн иногда возвращаются к своим джазовым корням, делая записи с Сарой Вон, Каунтом Бейси и Куинси Джонсом для отдельных пластинок.
На протяжении 1960-х годов Экстайн продолжал выпускать пластинки, сотрудничая с такими студиями звукозаписи, как Mercury и Roulette. После редких записей в 1970-х Экстайн по-прежнему продолжал выступать для любящих его зрителей во всем мире. Он неоднократно появлялся на различных телевизионных шоу, в том числе «Шоу Эда Салливана», «Nat King Cole Show», «The Tonight Show» с Стивом Алленом и «Шоу Дина Мартина».

### Последние годы жизни
В 1986 году Билли Экстайн выпустил свой последний альбом Billy Eckstine Sings with Benny Carter, записанный совместно с Бенни Картером, после чего завершил музыкальную карьеру.
Умер 8 марта 1993 года в возрасте 78 лет в результате остановки сердца. После смерти музыканта кремировали, прах был передан родственникам.
Куинси Джонс в интервью Billboard говорил об Экстайне:
Я смотрел на Мистера Би, как на идола. Я хотел одеваться, как он, говорить, как он, построить картину всей моей жизни как музыканта и как человека в образе достоинств, которые он показал… .
Лайонел Хэмптон делился впечатлениями о Билли Экстайне:
Он был одним из величайших певцов всех времен и народов… Мы гордились им, потому что он был первым черным популярным певцом. Он был одним из самых великих певцов того времени… он был нашим певцом.

### Личная жизнь
Билли Экстайн был дважды женат. На своей первой жене Джун Харрис, которая также была вокалисткой, он женился в июне 1942 года. После развода в 1953 году он заключил свой второй брак с актрисой и моделью Кэролл Дрейк, с которой прожил до самой смерти. У Экстайна было 5 родных детей и двое приёмных: Эд, Гай, Ронни, Кенни, Билли младший, Джина и Шарлотта Кэролл. Некоторые из них пошли по стопам отца, в частности, Эд Экстайн в будущем стал президентом Mercury Records, Гай Экстайн стал профессиональным барабанщиком, принимал участие в записи четырёх альбомов, получивших премии «Грэмми», он также занимал должность исполнительного продюсера Columbia и Verve Records, Джина Экстайн стала певицей.

## Дискография
- Billy Eckstine Sings (Savoy, 1950)
- Tenderly (MGM, 1952)
- Blues for Sale (EmArcy, 1954)
- Favorites (MGM, 1954)
- I Let a Song Go Out of My Heart (MGM, 1954)
- Songs by Billy Eckstine (MGM, 1954)
- The Great Mr. B (King, 1954)
- The Love Songs of Mr. B (EmArcy, 1954)
- I Surrender, Dear (EmArcy, 1955)
- Mister B with a Beat (MGM, 1955)
- Rendezvous (MGM, 1955)
- That Old Feeling (MGM, 1955)
- Billy’s Best! (Mercury, 1958)
- Imagination (EmArcy, 1958)
- Basie and Eckstine, Inc. (Roulette, 1959)
- Billy and Sarah (Lion, 1959)
- No Cover, No Minimum (Roulette, 1960)
- Once More With Feeling (Roulette, 1960)
- At Basin St. East (live) (EmArcy, 1961)
- Billy Eckstine & Sarah Vaughan Sing Irving Berlin (Mercury, 1961)
- Billy Eckstine and Quincy Jones (Mercury, 1961)
- Broadway, Bongos and Mr. B (Mercury, 1961)
- Don’t Worry 'bout Me (Mercury, 1962)
- 12 Great Movies (Mercury, 1964)
- Modern Sound of Mr. B (Mercury, 1964)
- Prime of My Life (Motown, 1965)
- My Way (Motown, 1966)
- For Love of Ivy (Motown, 1969)
- Stormy (Enterprise, 1970)
- Feel the Warm (Enterprise, 1971)
- Moment (Capitol, 1971)
- Senior Soul (Enterprise, 1972)
- If She Walked into My Life (Enterprise, 1974)
- Memento Brasiliero (Portuguese, 1978)
- I am a Singer (1984)
- Billy Eckstine Sings with Benny Carter (Verve, 1986)

Следующие альбомы выпускались посмертно:
- Everything I Have Is Yours — антология, (Verve, 1994)
- I Apologize (Polydor, 1995)
- How High the Moon (Past Perfect, 2002)
- Billy Eckstine and His Orchestra (Deluxe, 2002)
- Stardust (Polydor, 2002)
- The Motown Years (Motown, 2003)
- Love Songs (Savoy, 2004)
- Timeless (Savoy, 2006)